# Rui Vaz
Rui Vaz est un village du Cap-Vert sur l'île de Santiago.

## Galerie

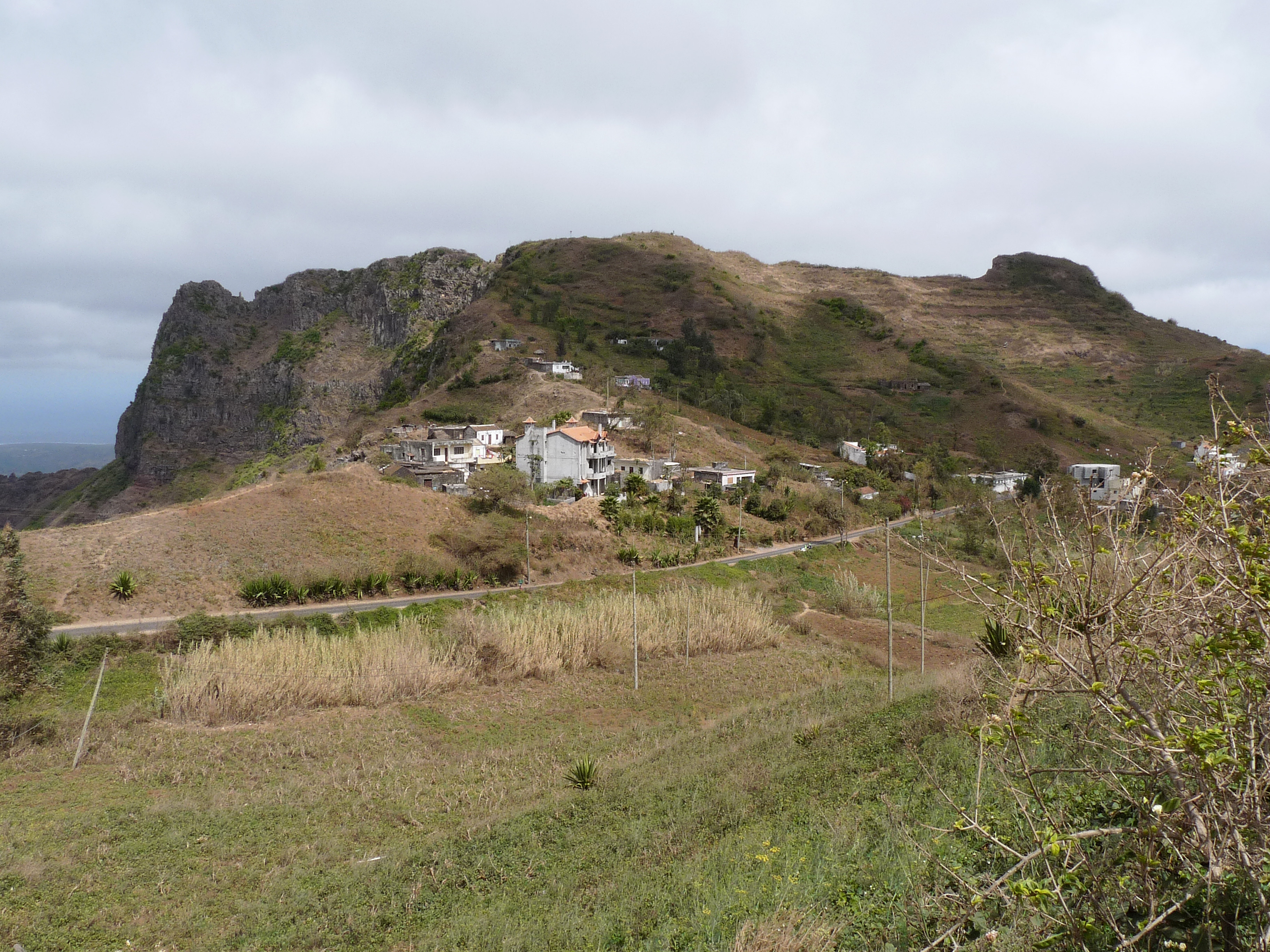
Le village
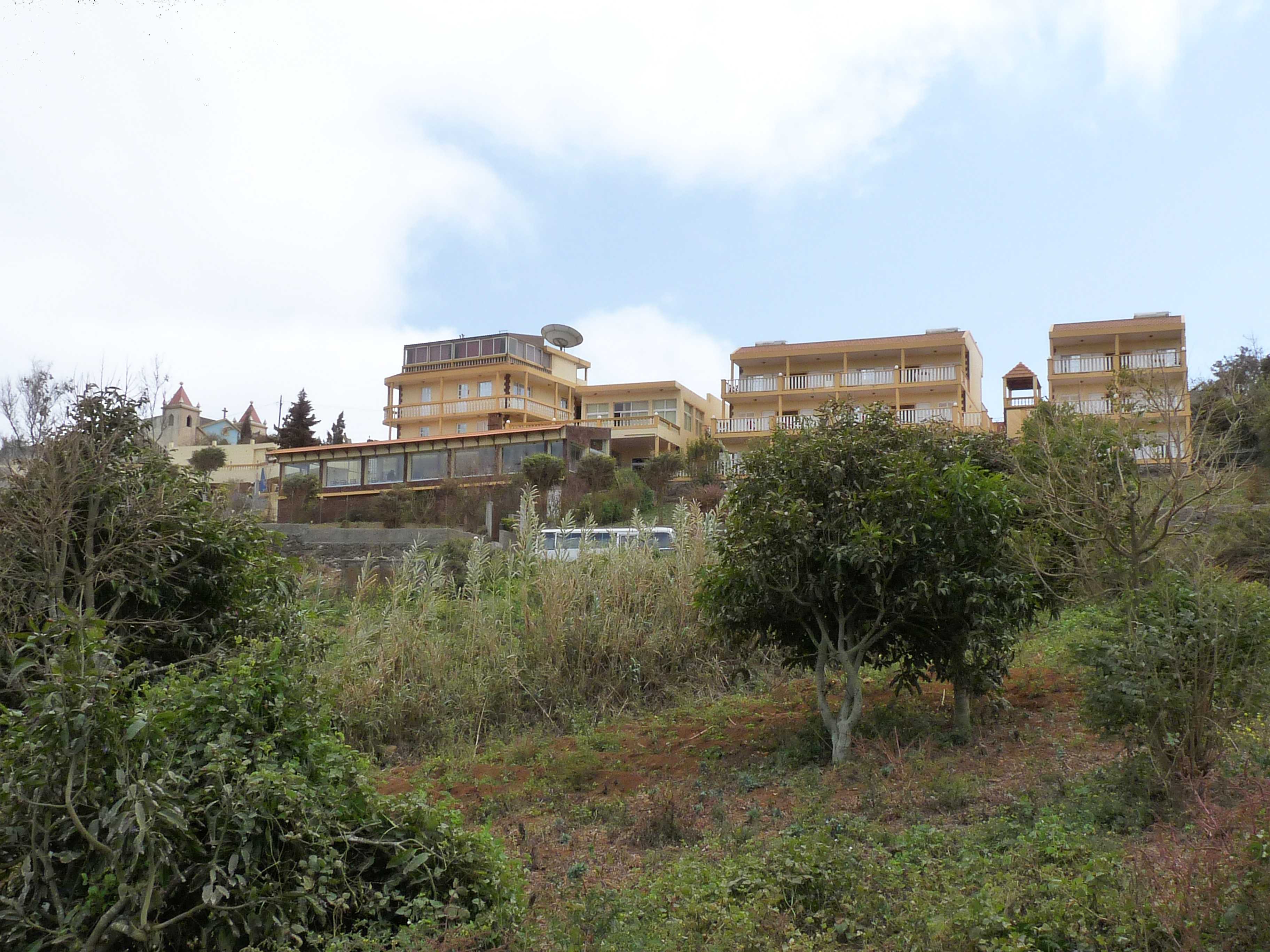
Vue du village
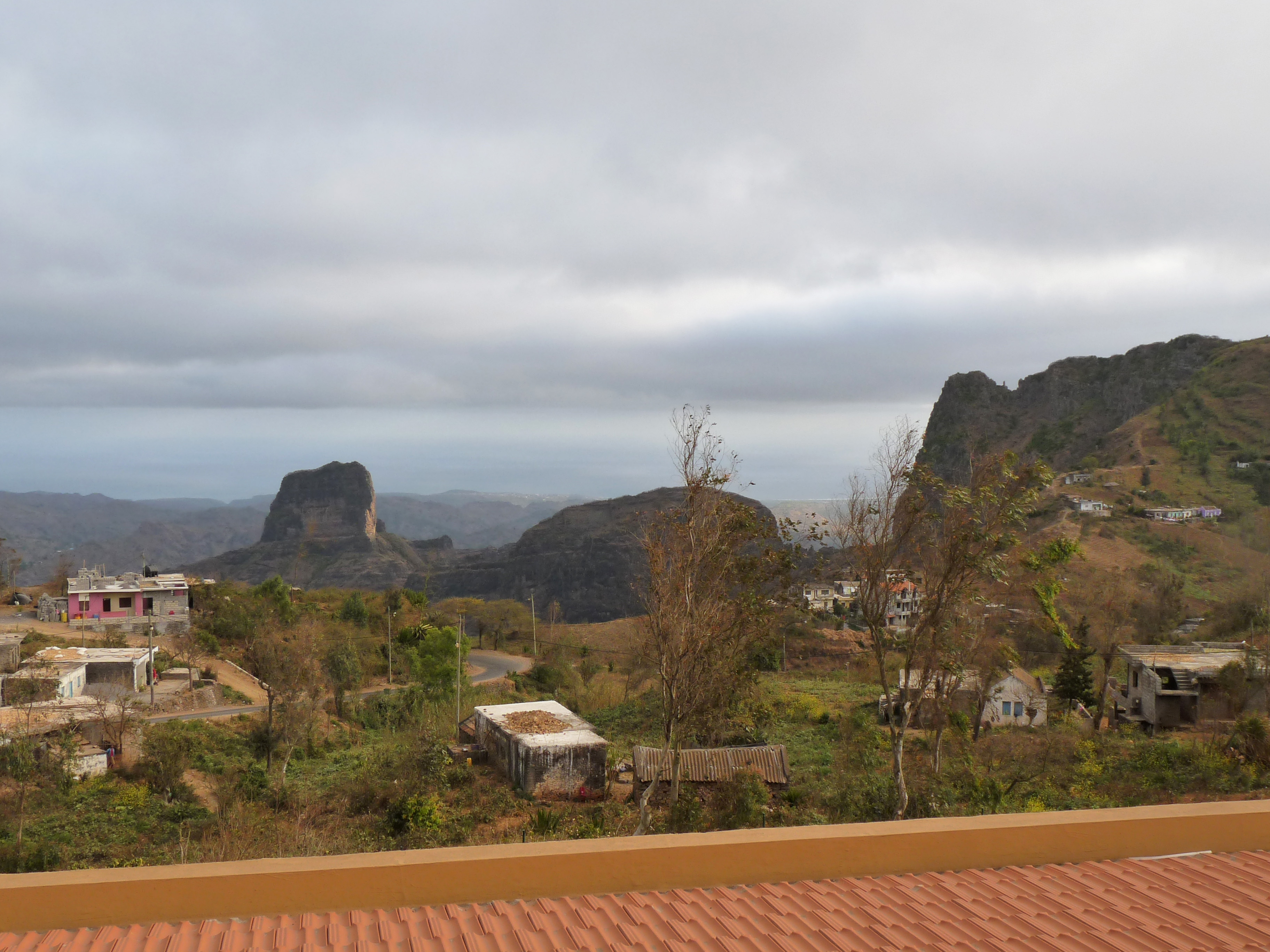
Paysage de Rui Vaz